# Stickgraffiti

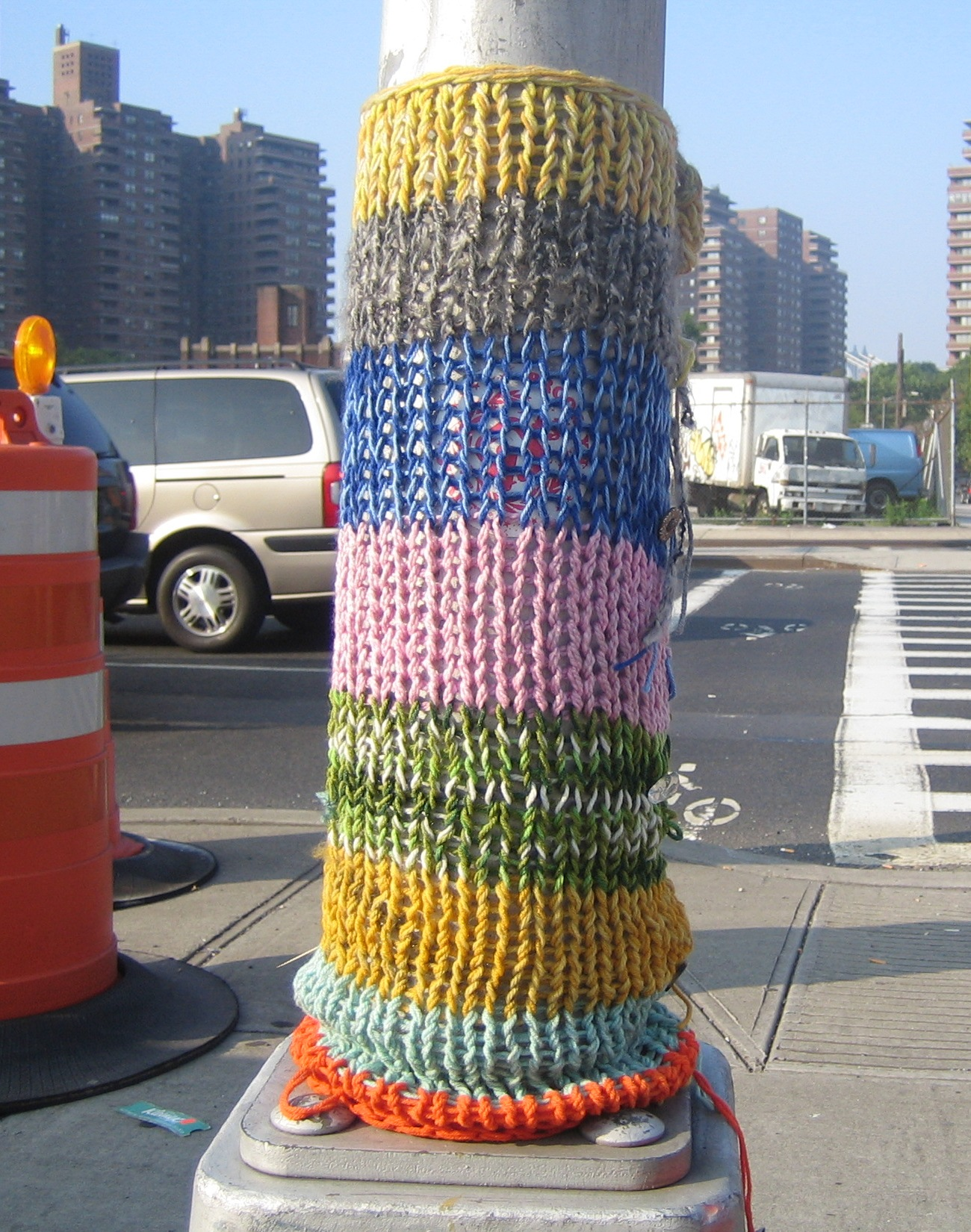
Lyktstolpsvärmare i New York.

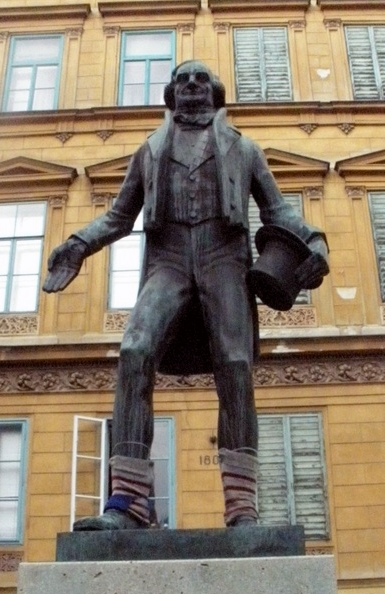
Skulptur i Wien

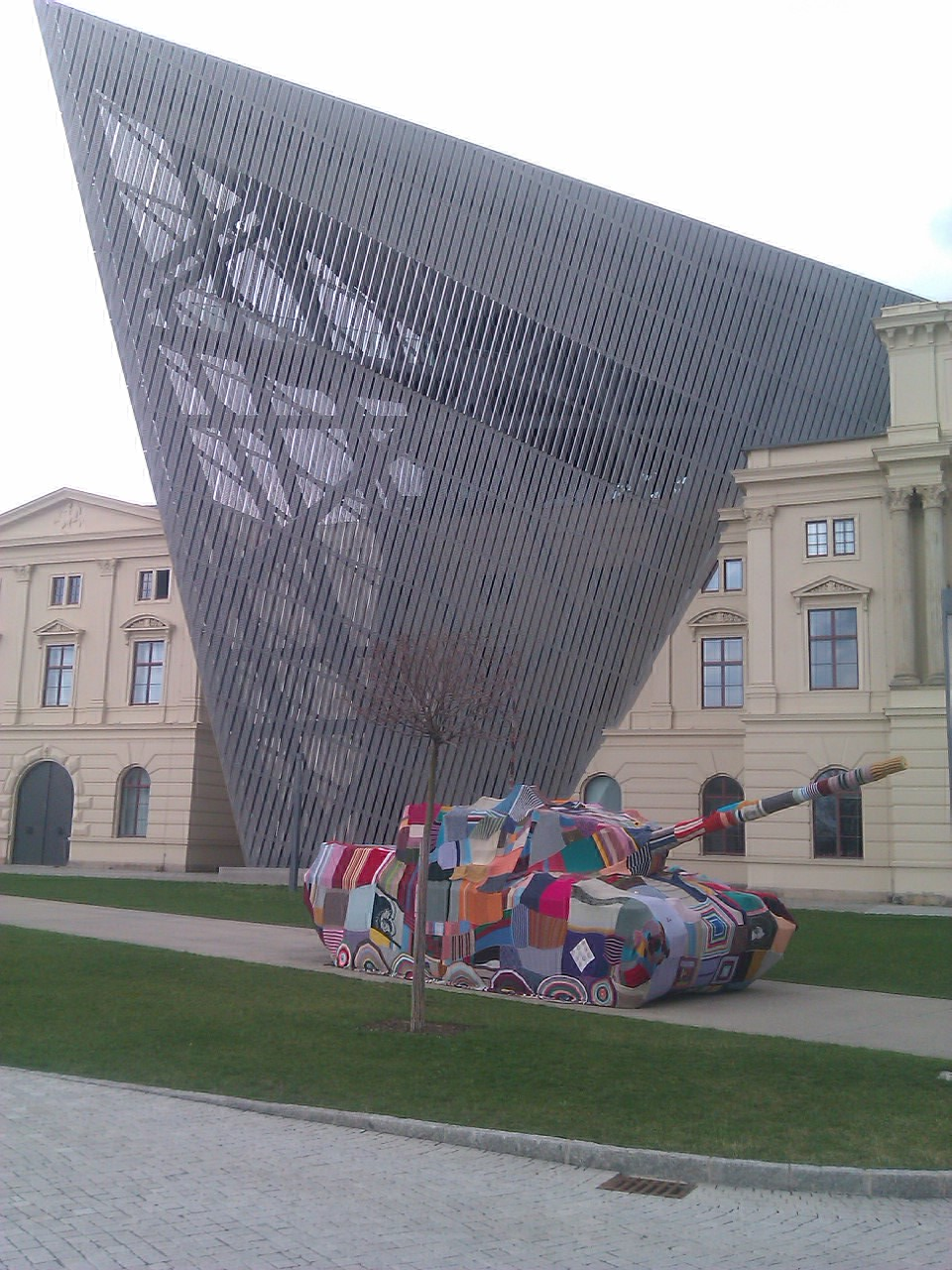
Tank framför militärmuseum

Stickgraffiti är en form av gatukonst av enklare stickade kreationer. Dessa sätts på ställen där de är lätta att tråckla ihop, till exempel vägskyltar, lyktstolpar, cykelställ och räcken, men också på skulpturer i form av kläder. Utövarna vill oftast vara anonyma. Inspirationen kommer framför allt från gatukonstens principer och ifrågasättande av vem som äger det offentliga rummet och vem som får uttrycka sig i det. Konstformen förknippas ofta med graffiti men har inte några större likheter med denna konstform. Stickgraffiti framkallar vanligtvis positiva reaktioner av betraktarna. Myndigheter har inte bedömt den vara en allvarlig form av skadegörelse. Trots det brukar konstnärerna sätta upp sina stickningar i skydd av natten eller tidig morgon för att undvika att upptäckas. Att stickgraffitin enkelt går att ta bort utan att lämna spår är en bidragande faktor till den positiva synen på konstnärernas avtryck i det offentliga rummet.

## Stickgraffitins uppkomst
Stickgraffitin (på engelska även kallat "yarn bombing", "yarnbombing", "yarnstorming", "guerrilla knitting", "urban knitting", "graffiti knitting" eller "knit graffiti") anses ha uppstått 2005 i Houston, Texas. Från att ha haft stickandet som en privat hobby började en grupp stickerskor sätta upp sina verk i det offentliga rummet. Gruppen kallade sig Knitta, Please! (eller bara Knitta) och bestod från början av stickkonstnärerna PolyCotN och AKrylik, båda kvinnor, men gruppen utökades snabbt  11 medlemmar. Inom ett par år blev stickgraffitin en global företeelse med aktiva stickare i flera världsdelar. 2006 gjorde de sin första stora piece i New York som bestod av 15 meter stickat garn. Även Notre Dame i Paris och Kinesiska muren har taggats.
Skillnader i uttryck och syfte skiljer sig mellan olika grupper och olika delar av världen. Gemensamt för alla utövare är dock intresset för stickning som hantverk och ifrågasättandet av de manliga normerna i traditionell gatukonst.

## Stickgraffiti i Sverige
Stickgraffiti har dykt upp på flera håll i Sverige och varit omskrivet i media. 
I bloggen Busy & Knitting lägger stickare från olika håll i Sverige ut bilder på sina skapelser. Gatukonst.se dokumenterar också intressant stickgraffiti, bland annat den bokstavliga stickgraffitin som sattes upp i Hornstull i Stockholm förra året av Kerstin Karin Ångest och Ruskig (ej anonyma).

## Relaterade rörelser
En förlängning av stickgraffitin är craftivismen som förenar hantverk och aktivism och har en tydlig politisk agenda. Craftivisterna präglas mer av ideologi och använder stickgraffitin i syfte att kommentera omvärlden och kritisera rådande strukturer. Till exempel ser vi den danska konstnären Marianne Jørgensen som i en protest mot kriget i Irak klätt in en stridsvagn i rosa garn.

## Fotnoter
1. ↑  ”Graffiti’s Cozy, Feminine Side”. http://www.nytimes.com/2011/05/19/fashion/creating-graffiti-with-yarn.html?pagewanted=all&_r=0. Läst 23 september 2014.
2. ↑  (2010-08-24), "Stickgraffiti ogillas av Trafikverket", DN
3. ↑  Helena Utter (2009-06-12) "Graffiti som sticker ut", Aftonbladet.
4. ↑  Amber Miles (2006-09-08) "Guerrilla knitters tag Houston with yarn", My San Antonio
5. ↑  Sunanda Creagh (2009-01-14)"Graffiti artist spins a new kind of yarn", The Sydney Morning Herald
6. ↑  Kurt B. Reighley (2006-08-01) "Daylight Broads", The Stranger
7. ↑  http://en.wikipedia.org/wiki/Knitta_Please
8. ↑  http://busycrochet.blogspot.com/
9. ↑  ”Arkiverade kopian”. Arkiverad från originalet den 16 oktober 2011. https://web.archive.org/web/20111016011828/http://www.gatukonst.se/2010/08/28/stickgraffiti-vid-hornstull/. Läst 16 november 2011.
10. ↑  Malin Vessby (2009-06-14). "Virknålens revolution", DN.